# Zubra
Zubra (en ukrainien : Зубра) ou Zubrya (en ukrainien : Зубря) est une rivière d'Ukraine longue de 46 km. C'est un affluent en rive gauche du fleuve Dniestr. Le Zubra prend sa source dans le Sud de Lviv.